# Rostower Kreml

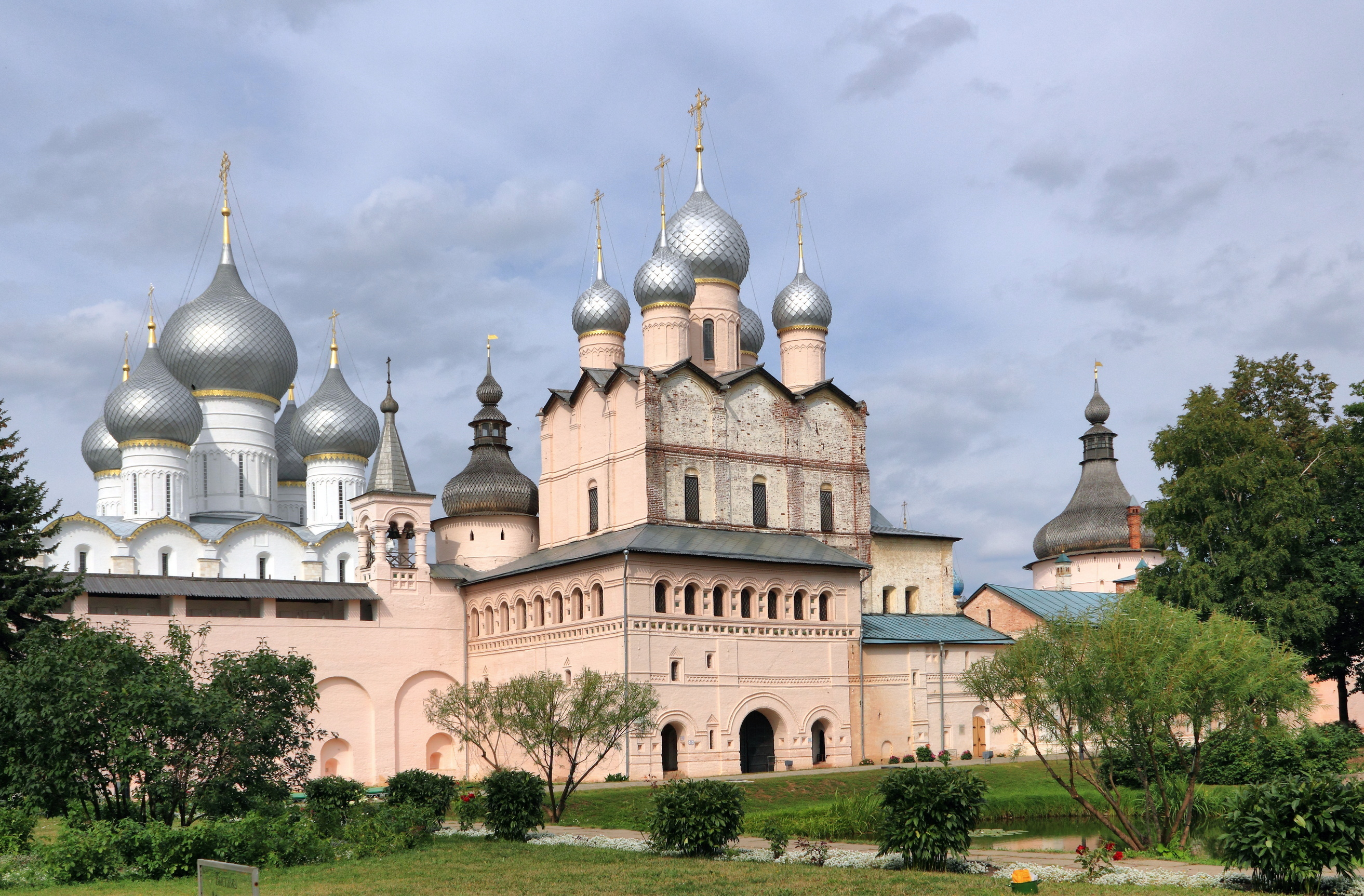
Rostower Kreml, Auferstehungskirche

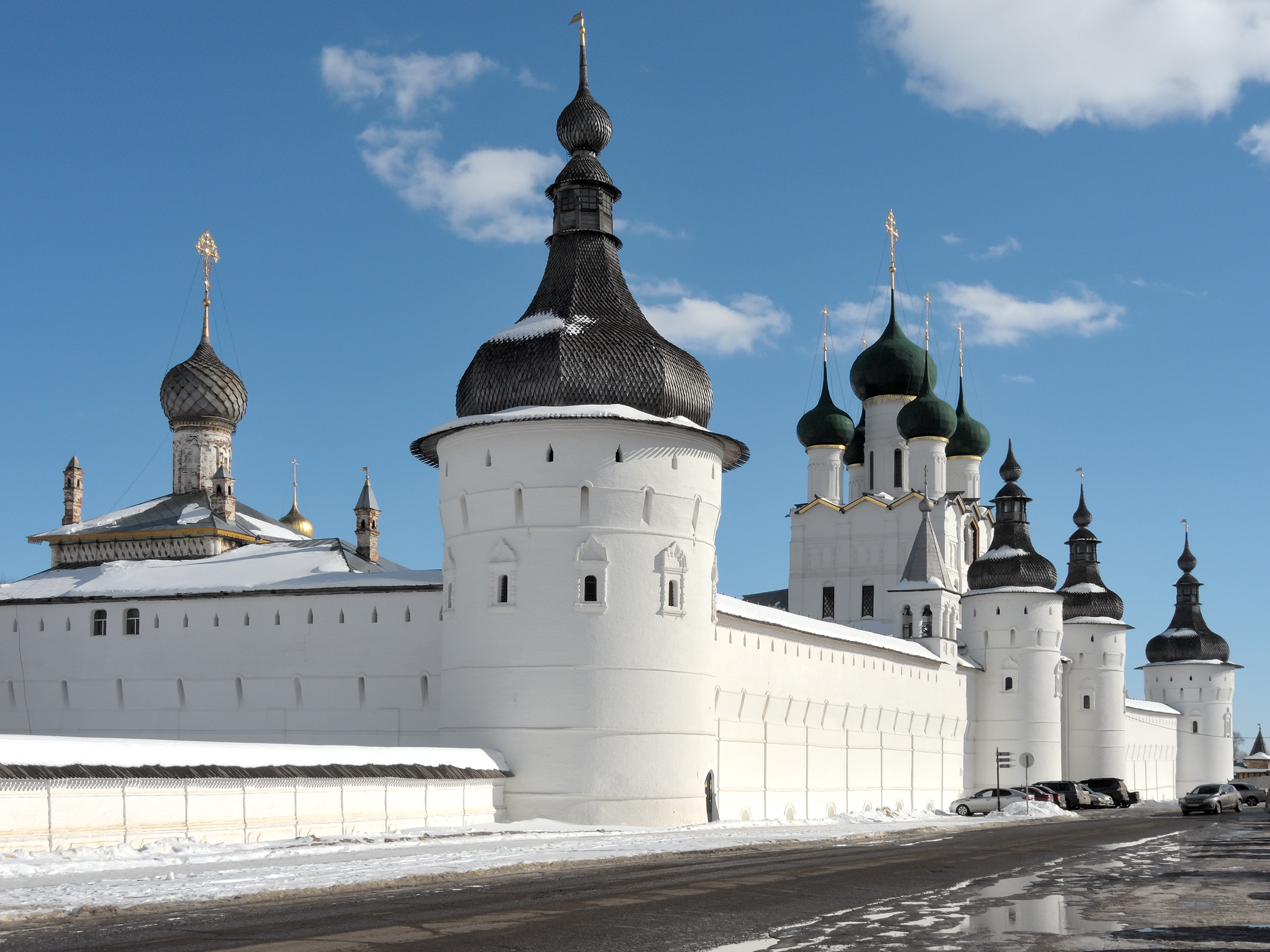
Rostower Kreml

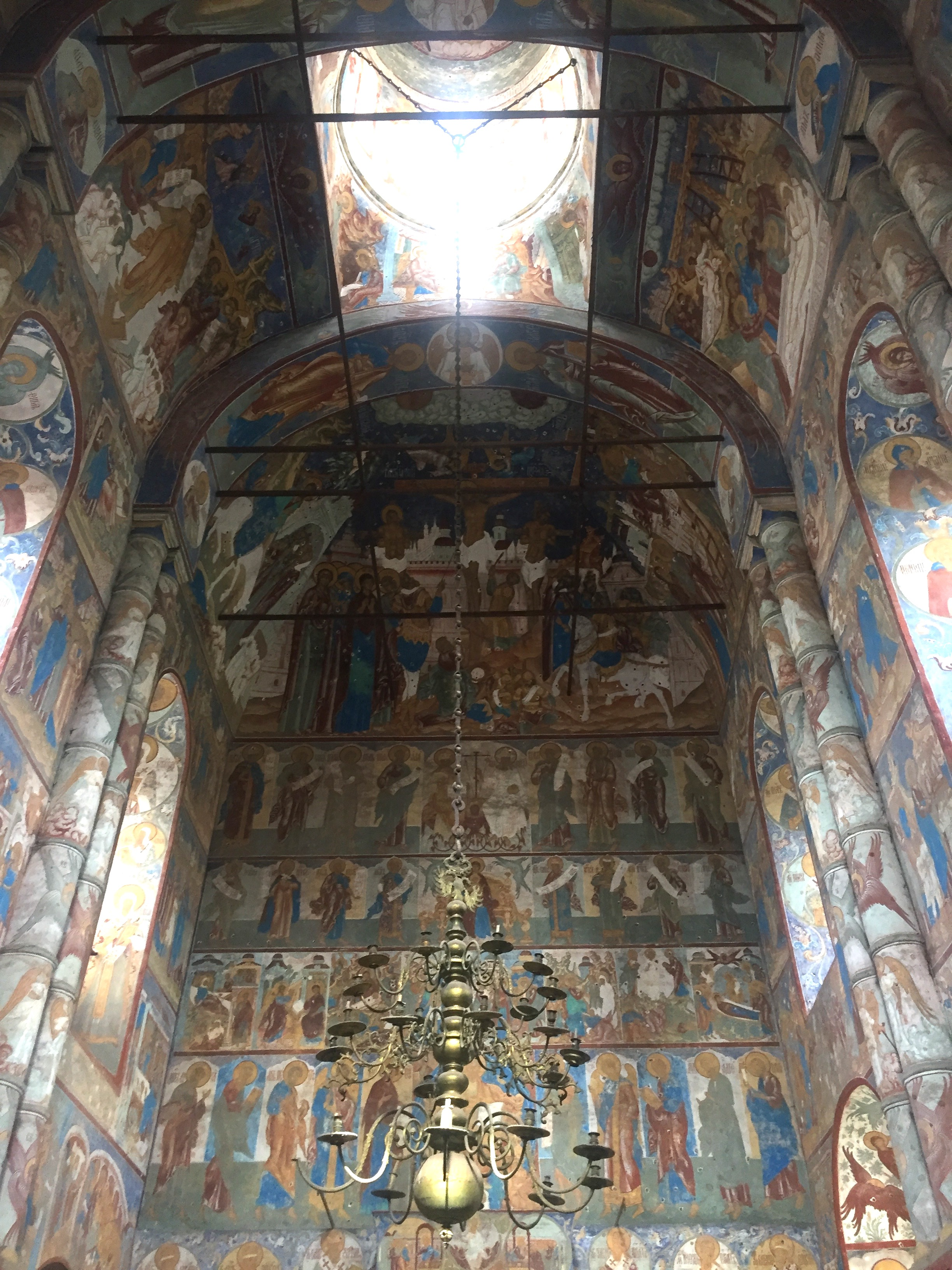
Fresken des Rostower Kremls

Der Rostower Kreml ist ein architektonisches Ensemble aus dem 17. Jahrhundert im Zentrum von Rostow und ehemalige Metropolitresidenz der Rostower Eparchie. Während seiner Erbauung hatte Rostow keine defensive Bedeutung mehr, daher ist der Rostower Kreml keine Zitadelle, wurde aber in der Bauweise einer Verteidigungsanlage errichtet. Er ist ein Denkmal russischer Kriegsarchitektur. Seit 1998 ist er Kandidat für die Aufnahme in das UNESCO-Welterbe.

## Geschichte
Der Rostower Kreml wurde von 1670 bis 1683 erbaut. Bis 1787 befand sich dort der Bischofssitz (russ. архиерейская кафедра). Im Jahr 1787 wurde der Bischofssitz von Rostow nach Jaroslawl verlegt. Danach verlor der Kreml von Rostow seine Funktion, blieb ohne Pflege, wurde als Lagerraum verwendet und verfiel. Zwischen 1860 und 1880 wurde er dank Spenden von Händlern restauriert. Im Jahr 1883 entstand hier ein Museum der Kirchengeschichte bis 1918. Danach befand sich bis 1934 das Museum der Geschichte von Rostow, bis 1969 das Heimatmuseum und bis 1995 das Museum Naturschutzgebiet (russ. музей-заповедник) in dem Gebäude. Im Jahr 2010 wurde der Rostower Kreml von der Russisch-Orthodoxen Kirche übernommen.

## Ensemble
Der Rostower Kreml liegt am Ufer des Nerosees. Die mit elf Türmen versehene Festungsmauer ist 1,3 km lang, bis 12 m hoch und 2 m Stärke. Im Festungsinneren mit zirka 6 ha Fläche befinden sich folgende Gebäude:
- Mariä-Entschlafens-Kathedrale (1508–1512)
- Der Glockenturm der Mariä-Entschlafens-Kathedrale (1682–1687)
- Auferstehungskirche (1670)
- Kirche von Hodigitria (1692–1693)
- Kirche von Johannes (1683)
- Erlöserkirche (1675)
- andere Stein- und Holzgebäude